# Cortex cingularis anterior

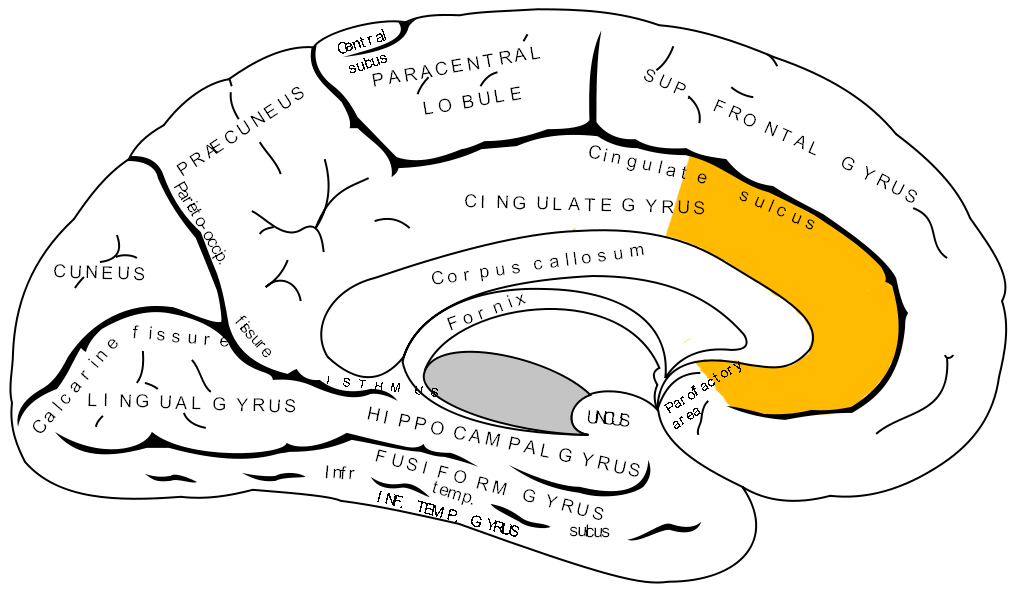
Mediaal deel van het linker hemisphaerium cerebri met de gyrus cinguli. Het voorste deel is de cortex cingularis anterior

De cortex cingularis anterior of subregio praecingularis is een structuur in de prefrontale schors van de hersenen, die onder andere betrokken is bij de verwerking van pijn en het signaleren van conflictsituaties.

## Anatomie

### Indeling
De cortex cingularis anterior omvat de schors van het voorste deel van de gyrus cinguli die als een 'ceintuur' (vergelijk met het woord 'cingel') om de hersenbalk heen ligt. De gyrus cinguli is fylogenetisch ouder dan andere prefrontale gebieden, en vertoont ook niet de korrelige (granulaire) 6-lagige structuur van deze gebieden.
In de traditionele indeling van Korbinian Brodmann bestaat de cortex cingularis anterior of subregio praecingularis uit vier gebieden:
- area 24 (area cingularis anterior ventralis)
- area 32 (area cingularis anterior dorsalis)
- area 33 (area praegenualis)
- area 25 (area subgenualis)

Area 24 en area 32 bevinden zich in het voorste deel van de gyrus cinguli boven het corpus callosum, met area 24 onderaan en area 32 boven area 24 gelegen. Area 33 ligt (gedeeltelijk) voor het genu corporis callosi in de sulcus corporis callosi. Area 25 ligt onder het genu corporis callosi.
Brodmann onderscheidde in de cortex cingularis nog een cortex cingularis posterior (subregio postcingularis)  achter de cortex cingularis anterior. Ondanks dat zijn hersenkaart dit niet toont in het middendeel van de gyrus cinguli, nam Brodmann een overgangsgebied (area cingularis intermedia) tussen de cortex cingularis anterior en de cortex cingularis posterior aan. Huidige indelingen bevestigen het bestaan van een apart gebied in het middendeel van de gyrus cinguli en zien dit gebied niet als deel van de cortex cingularis anterior, zodat in nieuwere indelingen de achtergrens van de cortex cingularis anterior meer naar voren ligt en niet grenst aan de cortex cingularis posterior, maar aan de tusseningelegen cortex cingularis intermedius.

### Verbindingen
De cortex cingularis anterior maakt deel uit van een affectief netwerk in de hersenen dat betrokken is bij verwerking van emotionele prikkels. Er zijn veel verbindingen met de amygdala en de cortex orbitofrontalis. Het gebied bevat veel projecties van dopaminerge circuits (met name het mesolimbische circuit) die ontspringen in het tegmentum ventrale in de hersenstam.

## Functie
Uit PET onderzoek blijkt dat de cortex cingularis anterior actief is bij verwerking van pijnprikkels. Vermoedelijk weerspiegelt dit niet zozeer verwerking van pijnprikkels per se, maar eerder het aversieve karakter van deze prikkels.
Recente fMRI en ERP studies hebben aannemelijk gemaakt dat de cortex cingularis anterior een rol speelt bij verwerking van positieve en negatieve bekrachtigers (beloning en straf). Uit fMRI-studies blijkt dat uitvoering van cognitieve taken waarbij sprake is van reactieconflict zoals de eriksenflankeerdertaak en strooptaak gepaard gaat met sterkere activatie van dit gebied. In de ERP treedt een component op, de error-related negativity die mogelijk hetzelfde proces weerspiegelt. Kennelijk signaleert de cortex cingularis anterior niet alleen prikkels met een belonings- of strafkarakter maar ook prikkels die gepaard gaan met reactieconflict of fouten in gedrag.
Uit onderzoek kwam bovendien naar voren dat het ventrale deel van de cortex cingularis anterior aan emotionele, en het dorsale deel aan cognitieve aspecten van de taken is gerelateerd. Ook blijkt het gebied een rol te spelen in de regulatie van functies als bloeddruk en hartslagfrequentie. Daarnaast wordt de cortex cingularis anterior geassocieerd met spontane emotionele uitdrukkingen, in contrast tot vrijwillige uitdrukkingen die de motorische schors activeren..